# Luigi Giovè
Luigi Giovè (Lovere, 1893 – Cerro Cruz, 20 luglio 1938) è stato un militare italiano, decorato di Medaglia d'oro al valor militare alla memoria nel corso della guerra di Spagna.

## Biografia
Nacque a Lovere, provincia di Bergamo, nel 1893, figlio di Giovanni e Angela Pezzotti.
Dopo aver conseguito il diploma di perito industriale a Milano fu assunto quale elettricista specializzato dallo stabilimento Dalmine. Chiamato a prestare servizio militare di leva nel Regio Esercito nell'ottobre 1912, in forza al 3º Reggimento genio telegrafisti partì per la Tripolitania nell’agosto 1913 in qualità di allievo telegrafista. Promosso sergente e ritornato in Italia causa malattia nell'aprile 1915, fu assegnato al 145º Reggimento fanteria. Partecipò alla prima guerra mondiale con il 4º Reggimento fanteria rimanendovi anche dopo la promozione a sottotenente avvenuta nel dicembre 1915, ed a tenente nell'agosto 1917. Nel corso dei combattimenti cui prese parte rimase due volte ferito, e fu insignito di due medaglie di bronzo al valor militare. Posto in congedo nel 1919 assunse la direzione delle Officine Elettriche della Società Montecatini nella Solfara di Caltanissetta. Mobilitato a domanda col grado di centurione della Milizia Volontaria Sicurezza Nazionale il 13 aprile 1938 partecipò alle operazioni militari in terra di Spagna. Cadde in combattimento a Cerro Cruz il 20 luglio 1938, e fu insignito della medaglia d'oro al valor militare alla memoria con Regio Decreto del 1 giugno 1939.

### Fonti
1. 1 2 3 4 5 6 7  Combattenti Liberazione.
2. ↑   Bollettino ufficiale delle nomine, promozioni e destinazioni negli ufficiali e sottufficiali del R. esercito italiano e nel personale dell'amministrazione militare, 1939,  p. 1439. URL consultato il 12 marzo 2022.
3. ↑  Medaglie d'oro al valor militare sul sito della Presidenza della Repubblica
4. ↑  Registrato alla Corte dei conti addì 17 agosto 1939,  guerra, registro 27, foglio 441.